# Gosse de riche (film, 1920)
Pour les articles homonymes, voir Gosse de riche.
Gosse de riche est un film muet français réalisé par Charles Burguet, sorti en 1920.

## Fiche technique
- Titre : Gosse de riche
- Réalisation : Charles Burguet
- Scénario : Charles Burguet, René Hervil, Louis Mercanton
- Photographie : Georges Raulet
- Société de production : Phocéa Film
- Société de distribution : Phocéa-Location
- Pays de production :  France
- Langue : film muet avec les intertitres  en français
- Format : Noir et blanc — 35 mm — 1,33:1 — Muet
- Métrage : 2 008 mètres
- Genre :
- Durée : 67 minutes
- Date de sortie :
  - France : 27 août 1920[1]

## Distribution
- Suzanne Grandais : Suzy Maravon
- Henry Roussell : Maravon
- Henri Bosc : Mougins
- Berthe Jalabert : Maman Mougins
- Paulette Ray : Irma
- Camille Bardou : Gonfaron
- Maurice Vauthier : Guyotte